# Matteo Frassineti
Matteo Frassineti (Forlì, 15 aprile 1987) è un cestista italiano.

## Carriera
Cresciuto nel vivaio del Ca'Ossi, Frassineti dal 2003 gioca B2 al Basket '82 Cesena, venendo contemporaneamente schierato in doppio tesseramento anche nelle formazioni giovanili della Fulgor Libertas Forlì, detentrice del cartellino. Nel frattempo entra nel giro delle nazionali giovanili, contribuendo alla conquista della medaglia di bronzo Under-18 agli Europei di Belgrado 2005. Terminato il prestito, torna a Forlì, disputando complessivamente cinque campionati di Serie B1 e diventando capitano a partire dalla stagione 2008-09,
Nel luglio 2010 firma un biennale con la Pallacanestro Reggiana, squadra militante nel campionato di Legadue. Nella prima parte della stagione 2012-2013 gioca a Verona, chiudendo la stagione a Imola, sempre in Legadue. Nel 2013 ha fatto ritorno a Reggio Emilia, esordendo in Serie A. Nell'aprile del 2014 vince l'EuroChallenge con la Reggiana.
Il 21 agosto 2014 firma un precontratto vincolante per la sua prima squadra, la Fulgor Libertas Forlì, di cui ricopre anche il ruolo di capitano. A causa dei problemi societari e del mancato pagamento degli stipendi, tutti i giocatori della prima squadra incluso Frassineti abbandonano la squadra, che gioca un paio di partite schierando la propria formazione giovanile prima di essere esclusa dal campionato. Nel 2015 firma con il Legnano Basket dove resta fino al 2017 per poi passare all'Eurobasket Roma.
Il 31 luglio 2018 firma con la Blu Basket 1971.

## Palmarès
- EuroChallenge: 1

Pallacanestro Reggiana: 2013-14